# Теркем, Олри
Олри Теркем (фр. Olry Terquem; 16 июня 1782, Мец — 6 мая 1862, Париж) — французский математик.
Был основателем и издателем математических журналов Nouvelles Annales de Mathématiques (с 1842 года, совместно с К.-К. Жероно) и Bulletin de bibliographie, d’histoire et de biographіе mathématique (с 1855 года).
Для окружности девяти точек, которая — в числе прочих — носит и название «окружность Теркема», доказал теорему Теркема.

## Биография
Происходил из еврейской семьи.
Первоначальное образование получил в Меце, а в 1801 году был принят в Политехническую школу (Париж), где по окончании курса, в 1803 году, стал ассистентом профессора («репетитором») по математическому анализу и механике.
В 1804 году, получив степень доктора наук, стал профессором высшей математики в лицее Майнца, а с 1811 года — также и в артиллерийской школе Майнца; в 1814 году перешёл в том же качестве в артиллерийскую школу Гренобля.
В 1815 году Теркем возвратился в Париж, где занял место библиотекаря Центрального артиллерийского склада St. Thomas d’Aquin и получил звание адъюнкт-профессора; там он проработал до самой смерти.

## Выступления за реформы в иудаизме
Под псевдонимом Tsarphati Теркем с 1821 по 1840 год опубликовал 27 писем (Lettres d’un Isra élite franç ais а ses correligionnaires ou Lettres Tsarphatiques), в которых предложил радикальные изменения иудейских обрядов: перенос шаббата с субботы на воскресенье, отказ от обрезания и др.
Эта реформа не была поддержана большинством раввинов и наиболее уважаемых членов иудейской общины, однако некоторые предложения (в частности, улучшение уровня образования для раввинов) были приняты во времена Второй империи.

## Научный вклад
Важнейшим делом Теркема в области математических наук было основание им Bulletin de bibliographie, d’histoire et de biographіе math é matique — первого журнала, специально посвящённого истории и библиографии математики, который издавался вместе с Nouvelles Annales de Math é matiques. Последней помещённой в нём статьёй была: Е. Prouhet, Notice sur la vie et les travaux d’Olry Terquem. При слабом развитии интереса к истории математических наук во Франции в эпоху издания журнала Теркема, ему самому пришлось быть главным его сотрудником.
Неустанно работая для журнала Nouvelles Annales de Math é matiques, Теркем собирал сведения обо всём, что появлялось важного в научном отношении как во Франции, так и за границей. Кроме того, журнал был обязан ему значительным количеством оригинальных статей, среди которых:
- Invariants, covariants, discriminants et hyperd éterminants (1859)
- Théorèmes segmentaires, courbes planes et surfaces
- Théorème ségmentaire de Carnot etc.
- Foyers des courbes planes
- Problèmes d’optique (1861)
- Théorè me de Desargues

Предметами работ, помещенных Теркемом в других томах журнала, были кривые и поверхности 2-го порядка, теоремы об алгебраических уравнениях, планиметрические теоремы, теории касательных, круговые и логарифмические функции:
- Sur les lignes conjointes dans les coniques (Journ. de Liouville, III, 1838)
- Théorèmes sur les polygones ré guliers considér é s dans le cercle et dans I’ellipse (там же)
- Démonstration d’un théorè me combinatoire de Mr. Stern (там же)
- Solution d’un probl è me de combinaison (там же)
- Sur le nombre de normales qu’on peut mener par un point donn é а une s urface algé brique (там же, IV, 1839)
- Sur un symbole combinatoire d’Euler et son utilit é dans l’analyse (там же)
- Sur un manuscrit hebreu du Trait é d’arithmé tique d’Ibn Esra (там же, VI, 1841)

Кроме того, Теркем издал несколько учебников элементарной математики.

## Замечание
Благодаря популяризаторской деятельности Теркема во Франции окружность девяти точек иногда называют окружностью Теркема, а теорему Ройшле теоремой Теркема.

## Награды
- Офицер ордена Почётного легиона (1852)